# 1556

## Události
Česko
- Ferdinand I. povolal do Čech jezuitský řád a zřídil první jezuitskou kolej (Klementinum)

Svět
- 23. ledna – Zemětřesení v provincii Šen-si: Dosud nejničivější zemětřesení v historii, při kterém zahynulo až 830 tisíc lidí. Podle odhadů bylo zemětřesení o síle 8-8,3 stupně Richterovy škály. Zemětřesení proběhlo až na 800 km pásu a v některých čínských okresech zemřelo 60 % tamních obyvatel.

### Probíhající události
- 1545–1563 – Tridentský koncil

## Narození
- 8. ledna – Kagekacu Uesugi, japonský daimjó († 19. dubna 1623)
- ? – Aurelio Lomi, italský malíř († 1622)
- ? – Karel Luyton, vlámský varhaník a hudební skladatel, který žil na dvoře císaře Rudolfa II. v Praze († 2. srpna 1620)
- ? – Carlo Maderno, italský architekt († 30. ledna 1629)
- ? – Giovanni Bizzelli, florentský malíř († 1612)
- ? – Anne Hathaway, manželka Williama Shakespeara († 6. srpna 1623)
- ? – Svatý Josef Kalasanský, zakladatel a první generální představený řádu piaristů († 25. srpna 1648)
- ? – Wangčhug Dordže, 9. karmapa školy Karma Kagjü († 1603)

## Úmrtí
- 27. ledna – Násiruddín Humájún, druhý mughalský císař (* 17. března 1508)
- 21. března – Thomas Cranmer, hlavní představitel reformace v Anglii a arcibiskup canterburský v době vlády Jindřicha VIII. a Eduarda VI. (* 2. července 1489)
- 28. května – Dósan Saitó, japonský vládce (* 1494)
- 31. července – Ignác z Loyoly, zakladatel řádu jezuitů (* 24. prosince 1491)
- 24. srpna – Robert de Montalais, francouzský šlechtic
- 21. října – Pietro Aretino, italský spisovatel (* 20. dubna 1492)
- 30. října – Domingo Martínez de Irala, španělský conquistador (* 1506)
- 23. prosince – Nicholas Udall, anglický dramatik, vypravěč a kanovník ve Windsoru (* 1504)
- ? – Lorenzo Lotto, italský renesanční malíř (* 1480)

## Hlavy států
- České království – Ferdinand I.
- Svatá říše římská – Karel V. – Ferdinand I.
- Papež – Pavel IV.
- Anglické království – Marie I. Krvavá
- Francouzské království – Jindřich II.
- Polské království – Zikmund II. August
- Uherské království – Ferdinand I.
- Osmanská říše – Sulejman I.
- Perská říše – Tahmásp I.